# Avelino (província)
Avelino (em italiano: Avellino) é uma província italiana da região de Campânia com cerca de 374 376 habitantes, densidade de 136 hab/km². Está dividida em 117 comunas, sendo a capital Avelino.
Faz fronteira a noroeste com a província de Benevento, a nordeste com Puglia (província de Foggia), a sudeste com a Basilicata (província de Potenza), a sul com a província de Salerno e a oeste com a província de Nápoles.